# Ивашкино (озеро, Тюменская область)
Ивашкино — озеро в центральной части Нижнетавдинского района Тюменской области России. Относится к бассейну Иртыша. Расположено в 11 км к югу от Нижней Тавды, в правобережье реки Тавды.

## Характеристика
Площадь озера — 7,24 км². Высота уреза воды над уровнем моря — 62 метра. Водоём имеет округлую форму. Длина озера — 3,4 км, максимальная ширина — 2,8 км в центральной части.
Береговая линия слабо изрезана. Берега низкие и пологие, сильно заросшие прибрежной растительностью. Южный и западный берега сильно заболочены. Из-за этих факторов доступ к открытой воде сильно затруднён. Значительных притоков не имеет. Сток осуществляется только в половодье: через речку Киндер, вытекающую из болот на северо-западе и впадающую в Тавду и речку Кыртымку, вытекающую из болот на юге, протекающую через Кыртымское озеро и впадающую в Иску. Деревня Ивашкина расположена на восточном берегу, село Петрунькино находится в 2,6 км от западного берега.